# An-Nukajr
An-Nukajr (arab. النقير) – miejscowość w Syrii, w muhafazie Idlib. W 2004 roku liczyła 1602 mieszkańców.